# Seguridad funcional
El término seguridad funcional se refiere a un sistema dedicado a asegurar la integridad de un proceso que contiene riesgos potenciales de gran magnitud que podrían desencadenar en un accidente con implicaciones graves, este sistema considera componentes o subsistemas eléctricos, electrónicos y programables con implicaciones en materia de seguridad que respondan en forma adecuada ante desviaciones de parámetros claves que indican que se está saliendo del estado seguro, incluyendo errores humanos, fallos de hardware o cambios en su entorno.
Con la complejidad de los sistemas electrónicos aumenta también el número de posibles errores. Por ello, la serie de normas IEC 61508 establece el uso de diversos métodos para evitar errores sistemáticos (de especificación, implementación, etc.) y para la recuperación segura ante averías y fallos de funcionamiento (a menudo debidos a fenómenos físicos o un manejo inadecuado). El objetivo último es minimizar el riesgo de lesiones.
La seguridad eléctrica, así como la protección ante incendios y radiológica, entre otros, no se engloban dentro de la seguridad funcional.
En la industria del automóvil, la seguridad funcional del sistema electrónico es vital. Por ello, la electrónica de los vehículos necesita ser certificada según el estándar ISO 26262, una adaptación del IEC 61508 cuyo objetivo es asegurar que se cumplen todas las regulaciones relevantes.